# 2639 Planman
2639 Planman este un asteroid din centura principală, descoperit pe 9 aprilie 1940 de Yrjö Väisälä.